# Campionato balcanico maschile di pallacanestro 1979
Il 21º Campionato Balcanico Maschile di Pallacanestro, si è disputato ad Atene, in Grecia, tra il 14 e il 18 settembre 1979.

## Risultati
|    | Nazionale  | G | V | P | PF  | PS  | Diff. |
| -- | ---------- | - | - | - | --- | --- | ----- |
| 1. | Grecia     | 4 | 4 | 0 | 293 | 259 | +34   |
| 2. | Jugoslavia | 4 | 3 | 1 | 319 | 252 | +67   |
| 3. | Turchia    | 4 | 2 | 2 | 287 | 318 | -31   |
| 4. | Romania    | 4 | 1 | 3 | 287 | 312 | -25   |
| 5. | Bulgaria   | 4 | 0 | 4 | 276 | 321 | -45   |

## Classifica finale
| -  | Paese      | Formazione |
| -- | ---------- | ---------- |
|    | Grecia     |            |
|    | Jugoslavia |            |
|    | Turchia    |            |
| 4. | Romania    |            |
| 5. | Bulgaria   |            |